# Пекос (национальный парк)

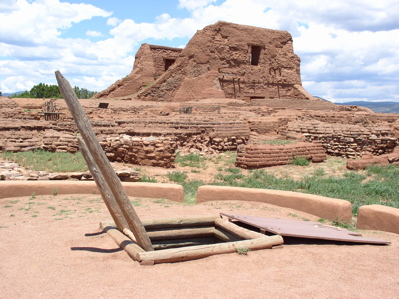
Пекос-Пуэбло и церковь миссии

Национальный исторический парк Пекос находится в американском штате Нью-Мексико. Он расположен на расстоянии 40 километров к востоку от города Санта-Фе. Парк был создан как «Национальный памятник Пекос» 28 июня 1965 года. В 1990 году в состав парка были включены новые земли, а официальное название было изменено на нынешнее. Парк включает Пекос-Пуэбло — жилище древних пуэбло.
Парк состоит из нескольких единиц, имеющих самостоятельное культурное значение. Основной достопримечательностью являются руины жилищ племени пекос-пуэбло, возведённых предположительно в XIV веке. Также здесь находятся руины испанской католической миссии, построенной рядом с индейским пуэбло в начале XVII века.